# 장아영
장아영(1989년 6월 3일 ~ )은 대한민국의 배우이다.

## 학력
- 동국대학교

## 연기 활동

### 드라마
- 2004년 청춘시트콤 《논스톱 5》
- 2005년 미니시리즈 《봄날》 ... 서정은 아역
- 2005년 미니시리즈 《이별에 대처하는 우리의 자세》 ... 근영을 떠올리게 하는 여인 역
- 2006년 청소년드라마 《반올림 3》 ... 장아영 역
- 2006년 미니시리즈 《내 인생의 스페셜》 ... 어린 혜라 역
- 2008년 미니시리즈 《쾌도 홍길동》 ... 심청이 역
- 2009년 미니시리즈 《아가씨를 부탁해》 ... 강수아 역
- 2010년 미니시리즈 《장난스런 키스》 ... 홍장미 역
- 2011년 드라마 스페셜 《보스를 지켜라》 ... 양하영 역
- 2014년 주말연속극 《백년의 신부》 ... 이루미 역

### 영화
- 《우아한 거짓말》 (2014년) - 이 선생 역

## CF
- 마루
- 폰즈화장품
- 해태제과
- 화이트엔젤